# Mike Austin
Mike Austin (n. 26 august 1943, West Orange⁠(d), New Jersey, SUA) este un înotător american, medaliat olimpic. A participat la o ediție a Jocurilor Olimpice (1964) în care a câștigat două medalii de aur.